# Rubén Tagalog
Rubén Tagalog (18 de octubre de 1922 - 5 de marzo de 1989) fue un actor, cantante y músico filipino, famoso por sus obras de estilo Kundiman. Fue parte integrante de la agrupación Mabuhay Singers. Llamó la atención por primera vez a los oyentes de radio durante la década de los años 40, fue cuando tuvo su propio programa de radio, llamada Harana ni Ruben Tagalog. Su voz se hizo conocer con canciones como Ramona, Sayang, Azucena y Nasaan Ka ngayon, que llenaron de emoción. Revivió las danzas y balitaws como el Nahan Kaya Ikaw, Bakit Ka Lumuluha, Barong Tagalog, Dalagang Pilipina y Caprichosa. Fue el primer artista en grabar otros estilos tradicionales como Bayan Ko y Ang Pasko ay Sumapit.
A pesar de ser su apellido "Tagalog", él es originario de Iloilo en las islas Visayas y además era orador en lengua Hiligaynon. Lanzó al menos dos álbumes cantados en cebuano. "Ruben Tagalog canta Visayan Songs", un álbum que cantó a dúo con la cantante Nora Hermosa y con el Duet In Visayan.
En la década de los años 1950, él fue el primero en popularizar las versiones tagalas de los villancicos de Navidad en 1933 y en Visayan "Kasadya Ning Taknaa", como "Ang Pasko Ay Sumapit". Las letras fueron escritas por Rubén Tagalog y Levi Celerio.